# YesBrothers
YesBrothers je česká popová bratrská hudební skupina, která vznikla na začátku roku 2019. Kapelu tvoří dva bratři, Miloš Fiala a Jan Fiala.
V srpnu roku 2020 vydali svůj první pilotní singl s videoklipem, který se jmenuje „Letíme“. Autorem textů a hudby je Miloš Fiala, který je i hudebním producentem kapely. Vše si nahrávají ve svém vlastním nahrávacím studiu BlueViolets.
V březnu roku 2021 kapela vydala druhý videoklip s názvem „Divnej rok“.

## Hudební videoklipy
- YesBrothers – Kolem nás (Short Festival Version)[6]
- YesBrothers – Letíme (Official Music Video)[7]
- YesBrothers – Divnej rok ft. ADÉLA (Official Music Video)[8]